# 晨明镇
晨明镇是中华人民共和国黑龙江省伊春市南岔县下辖的一个镇。

## 行政区划
晨明镇下辖以下村级行政区划单位：
晨兴社区、明旺社区、四合营社区、亮子河社区、桦阳社区、威岭社区、晨明村、创业村、宝泉村、沙岭村、东红村、星星村、月明村和桦阳村。